# Amurozaur

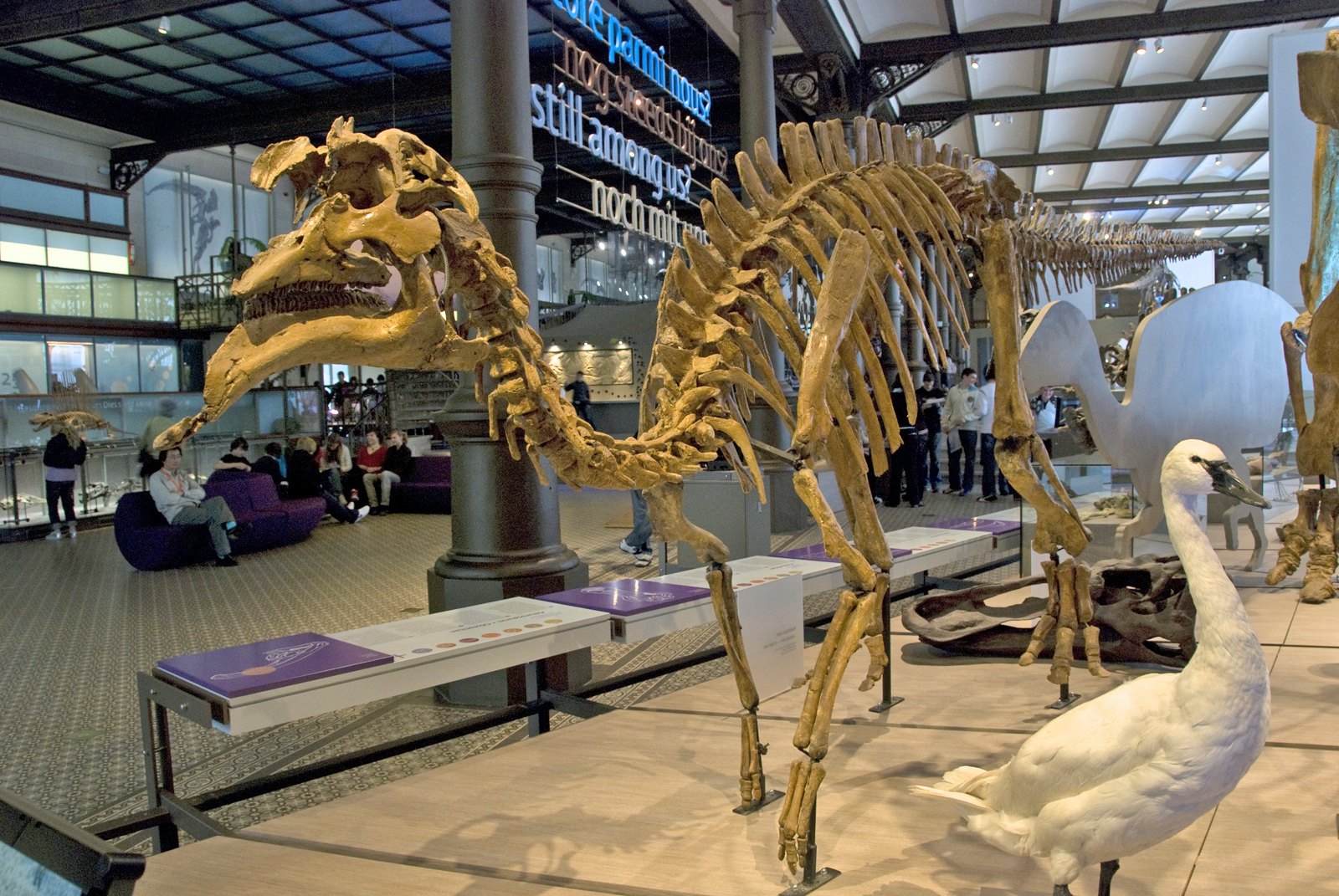
szkielet amurozaura

Amurozaur (Amurosaurus) – rodzaj wymarłego dinozaura, ornitopoda z rodziny kaczodziobych, odkrytego w Rosji.

## Historia
Pozostałości dinozaurów kaczodziobych znaleziono do tej pory na pięciu kontynentach. Szczątki dinozaurów kaczodziobych znajdywano nad brzegiem Amuru już na początku XX wieku. Najwcześniejsze znaleziska odkryto po stronie chińskiej. Odkrycia dokonał w pobliżu chińskiej wioski Jiayin rybak, od którego otrzymał je pułkownik rosyjski Manakin w 1902. Wobec tego Rosja zorganizowała wyprawy w te tereny w latach 1916 i 1917. Znaleziono liczne kości, do opisu których przystąpił Riabibin. W 1925 opublikował pracę A mounted skeleton of the gigantic reptile Trachodon amurense nov. sp.  zaliczającą część z nich do nowego gatunku w rodzaju Trachodon. 5 lat później badacz nie tylko opisał nowego kaczodziobego mianem Mandschurosaurus, ale także zaliczył część amurskich znalezisk do rodzaju zaurolof i gatunku S. krystofovici. Jednakże z uwagi na fragmentaryczność wykorzystanego przez badacza materiału T. amurense ani S. krystofovici nie utrzymały się, zostając uznane za nomina dubia, podobnie zresztą jak Mandschurosaurus, co nie dziwi biorąc pod uwagę, że sam Riabinin przyznał, że wskazany przezeń holotyp stanowi kości różnych osobników.
Od 1957 pisano o znaleziskach po stronie radzieckiej, w obwodzie amurskim, czego dokonał Anatolij Rożdiestwienski. Jego znaleziska pochodzą znad miasta Błagowieszczeńsk i prawego brzegu rzeki Bureji. Jak stwierdzają Godefroit i inni, błędnie jednak uznał, jakoby prowadził badania w kałach trzeciorzędowych bądź nawet czwartorzędowych. W latach siedemdziesiątych badania po drugiej stronie podjęli Chińczycy. W 1984 cmentarzysko w okolicy wspomnianego miasta odkryli Jurij Bołocki z zespołem. Dzięki temu w następnych latach wydobyto na światło dzienne setki kości, z których większość pozostawiły po sobie Lambeosaurinae. Część z nich posłużyła w 1991 Bołockiemu i Kurzanowowi do wskrzeszenia nowego dinozaura, któremu nadali nazwę amurozaur.
Pod koniec XX wieku Godefroit podjął się powtórnego zbadania kości opisanych niegdyś przez Riabinina. Owocem jego pracy jest opisany w 2000 roku charonozaur. W 2001 opisano kolejny rodzaj Lambeosaurinae znaleziony nad brzegiem rzeki Amur.

## Budowa
Exoocipital i opisthotic są zrośnięte ze sobą, co jest cechą zwyczajnie obserwowaną nie tylko u kaczodziobych, ale i innych ornitopodów, jak iguanodon czy hipsylofodon. Powyżej otworu wielkiego Godefroit i inni opisują skośnie przebiegającą bruzdę, głęboką i wydłużoną, w którą wchodzi podstawa kości nadpotylicznej. Wokół otworu wspominają wgłębienie kości. Condyloids rozdziela kość potyliczna podstawowa. Po ich bocznej stronie dostrzeżono otwory odpowiadające ujściom nerwów czaszkowych. Największy z nich, położony najwyżej, jest otwór dla nerwu językowo-gardłowego i nerwu błędnego, od przodu odgrodzony grzbietem kostnym. U blisko spokrewnionego Arenysaurus nerw błędny łączy się razem z nerwem dodatkowym oraz gałęzią podjęzykowego. U amurozaura nerw dodatkowy wychodzi odrębnym otworem, najmniejszym z trzech tutaj omawianych. Do tyłu od niego znajduje się jeszcze wyjście nerwu podjęzykowego, większe od poprzedniego. Jeszcze niżej u niektórych okazów znajduje się kolejny, czwarty otwór, niewielkich rozmiarów. Może on stanowić pozostałość po nerwie językowo-gardłowym, a może po żyle szyjnej wewnętrznej, zgodnie z poglądami Lambe'a i Ostroma, aczkolwiek trudno by jej było zmieścić się w tak małym otworze. Prootic wchodzi w skład bocznej ściany czaszki. Na jej bocznej powierzchni biegnie crista otosphenoidalis, a w części tylno-brzusznej znajduje się wcięcie związane z otworem słuchowym. Natomiast w części przedniej kość obejmuje część ograniczenia otworu nerwu trójdzielnego, pod wyrostkiem kości klinowej bocznej. Odchodzi od niego pionowo rowek. Badacze opisują też mniejsze otwory, przez które przechodziły odpowiednie gałęzie nerwu twarzowego.
Kość klinowa boczna jest dobrze zbudowana. Godefroit i inni wyróżniają na niej 3 wyrostki. Pierwszy z nich, prootic, opisują jako szeroki i trójkątny, tworzący skrzydło kierujące się do tyłu. Niewielki otwór pozostawiła po sobie żyła ciemieniowa. Kolejny wyrostek, basisphenoid, tworzy skierowaną ku dołowi stópkę pokrywającą wyrostek skrzydłowy kości klinowej podstawowej. Wyrostek ten ma otwory dla nerwów okoruchowego i bloczkowego. Pomiędzy rzeczonymi dwoma wyrostkami leży kąt stanowiący część ograniczenia otworu dla nerwu trójdzielnego. Przebiega tam rowek dla nerwu ocznego. Pozostaje jeszcze długi i solidny wyrostek zaoczodołowy idący w stronę brzuszno-bocznym. Na jego szczycie zaczyna się grzebień zmierzający do basisphenoid process.
Kość orbitosphenoid, wchodzącą w skład bocznej ściany czaszki i największą część przegrody pomiędzy oczodołami, opisują Godefroit i inni jako okrągłą. Pomiędzy nią a parasphenoid dostrzegają niewielki otwór dla nerwu bloczkowego. Z kolei otwór nerwu ocznego otaczają presphenoid, leżące nad kośćmi czołowymi.
Kość klinowa podstawowa jest szersza niż dłuższa. Buduje ona kłykieć potyliczny, niski i szeroki, o typowej dla dinozaurów kaczodziobych pionowej powierzchni stawowej, położonej prostopadle do mózgoczaszki. Na kości opisuje się też guzki z bocznym grzebieniem. Grzbietowa część kości buduje istotną część ograniczenia otworu słuchowego.

## Rozmieszczenie geograficzne
Amurozaur należy do najszerzej spotykanych dinozaurów Rosji. Jego pozostałości znaleziono na terenie Dalekowschodniego Okręgu Federalnego, w obwodzie amurskim. Miejsce znalezienia skamieniałości znajduje się w obrębie granic miasta Błagowieszczeńska.
Godefroit i współpracownicy opisują miejsce znalezienia skamieniałości amurozaura, leżące w basenie Amur−Zeya i formacji Udurchukan, wspominając zielone mułowce bogate w rozproszone ziarna. Całkowita grubość warstwy skał kredowych od podstawnej dwudziestocentymetrowej warstwy kamieni wynosi 2-3 m, jednak jego dolną część tworzą skały metamorficzne. Cmentarzysko kości znajdowało się u podstawy. Rozłożenie przestrzenne skamieniałości wskazuje na osady fluwialne bądź aluwialne, jednakże dobry stan delikatnych szczątków nie wygląda na długie transportowanie ich przez rzekę. Skamieniałości amurozaura stanowiły ponad 9/10 znalezisk formację Udurchukan. Jej powstanie datuje się na prawdopodobnie późny mastrycht.
Poza licznymi szczątkami amurozaura w tym samym miejscu znaleziono także skamieniałości Kerberosaurus manakini, Saurolophinae, zaliczonego jednak do formacji Tsagayan, i izolowane zęby teropodów.